# Nuruddin Ali Bin Bakkar e Samsunnahar

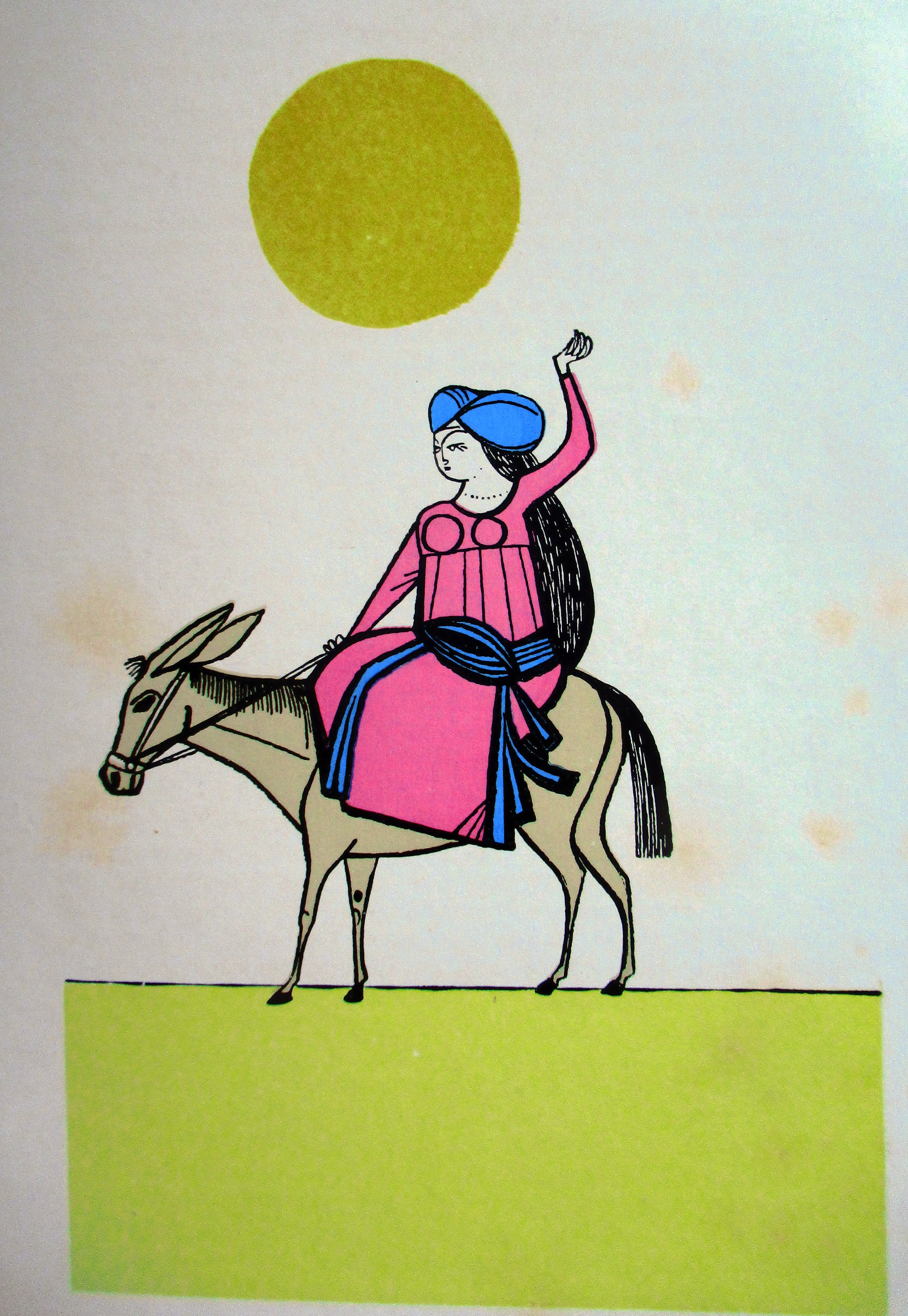
A bela Samsunnahar. Ilustração de Aldemir Martins para a edição de 1961 das Mil e Uma Noites da Editora Saraiva

Nuruddin Ali Bin Bakkar e Samsunnahar é uma tragédia de amor proibido de As Mil e uma Noites, entre o nobre persa Ali Bin Bakkar e Samsunnahar, a concubina favorita do califa Harun al-Rashid. A história é narrada num só nível, sem sub-histórias, mas três narradores se revezam: Xerazade em terceira pessoa, o perfumista em primeira pessoa e o joalheiro também em primeira pessoa.
A variação na grafia do nome da protagonista feminina nas diferentes traduções, portuguesas ou em outras línguas – Samsunnahar, Chamsen-Nahar, Chemselnihar, Shams al-Nahár – ilustra a dificuldade de se transliterarem nomes próprios do árabe para os idiomas ocidentais.

## Resumo da história
Samsunnahar, uma concubina no palácio de Bagdá do califa Harun al-Rashid, apaixona-se por Nuruddin Ali Bin Bakkar (em algumas traduções, grafado como Nur al-Din Ali ibn-Bakkar). Sua comunicação é intermediada pelo perfumista que, sentindo o perigo que corre, vai embora da cidade. Seu papel passa a ser desempenhado pelo joalheiro. Num encontro secreto na casa deste último, o casal é sequestrado por bandidos. Conseguem se salvar, mas não podem mais se encontrar. Como na história de Romeu e Julieta, o amor proibido termina em tragédia.